# Inundación de Gun-Yu

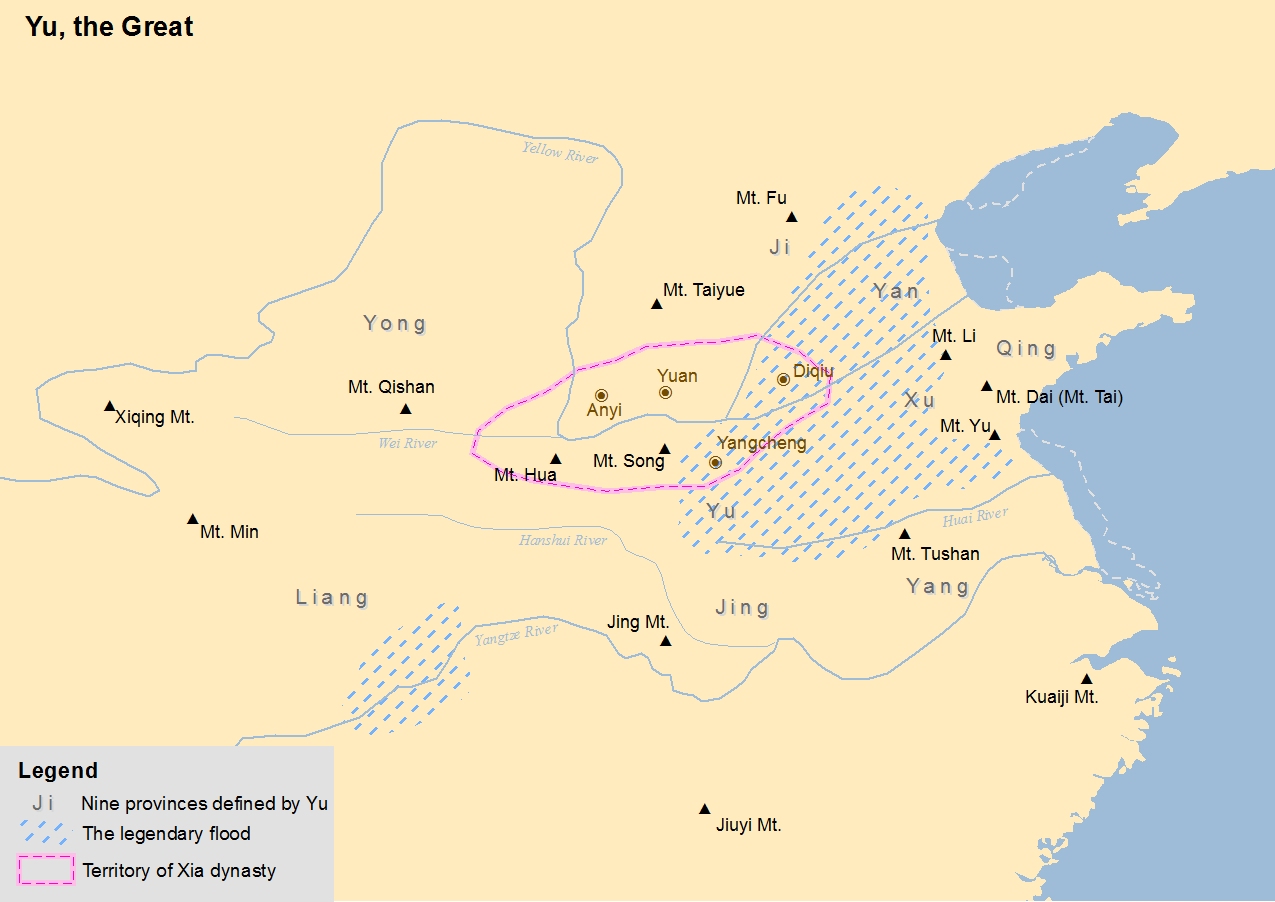
Mapa que muestra la legendaria inundación y las Nueve Provincias de la Antigua China.

La Inundación Gun-Yu, también conocida como el mito de Gun-Yu (chino tradicional :鯀禹治水,  chino simplificado :鲧禹治水,  pinyin : Gǔn yǔ zhìshuǐ), fue una importante inundación que duró al menos dos generaciones, lo que provocó grandes desplazamientos de población entre otros desastres, como tormentas y una gran hambruna. Las personas dejaron sus casas para vivir en los cerros altos y montañas, o haciendo cabañas en los árboles. Según fuentes mitológicas e históricas, tradicionalmente se fecha en el tercer milenio a. C., durante el reinado del emperador Yao. La evidencia arqueológica de una gran inundación en el río Amarillo —posiblemente una de las peores en el mundo en los últimos 10.000 años— se ha fechado alrededor de 1920 a. C. varios siglos más tarde que el comienzo tradicional de la dinastía Xia, y se considera que fue la base para al mito.
Tratada ya sea de forma histórica o mitológica, la historia de la gran inundación y los intentos heroicos de los diversos personajes humanos para controlarla y para evitar el desastre, es una narrativa fundamental para la cultura china. Entre otras cosas, la gran inundación de China es clave para entender la historia de la fundación tanto de la dinastía Xia como de la dinastía Zhou. Es también la principal inundación referenciada en la mitología china, y en la poesía clásica china.

## Descripción
La historia de la gran inundación ocupa un papel dramático en la mitología china, y sus diferentes versiones presentan una serie de ejemplos del tema del mito del diluvio universal en todo el mundo. La narración de las inundaciones en la mitología china comparten ciertas características comunes, a pesar de estar un poco faltas de coherencia interna, así como la incorporación de diversas transformaciones mágicas e intervenciones divinas o semi-divinas como Nüwa. Por ejemplo, la inundación normalmente resulta por causas naturales más que por un «castigo universal por los pecados humanos». Otra diferencia del mito de la gran inundación de China es el énfasis en describir los esfuerzos heroicos y dignos de elogio realizados para mitigar el desastre; la inundación se mitigó con la construcción de diques y represas —como los esfuerzos de Gun—, con la excavación de canales, ideados para Yu el Grande, ensanchando o profundizando los existentes, y enseñando estas técnicas a otros.
Otro aspecto clave es el desarrollo de la civilización y la mejora de la situación humana a pesar del desastre del diluvio.  Durante la lucha para sobrevivir y tener bajo control la inundación, también se avanzó mucho en cuanto a la gestión del suelo, el control de los animales, y las técnicas agrícolas. Estos y otros desarrollos son parte integral de la narrativa, y ejemplifican un enfoque más amplio que la gestión de emergencias de la inundación y sus efectos inmediatos y que abarcaba la salud humana y el bienestar de la sociedad. Según la leyenda, como resultado de los esfuerzos de cooperación a gran escala por el control de la inundación, se realizó un enfoque integral del desarrollo de la sociedad que dio lugar a la creación del primer estado de China, la dinastía Xia (ca. 2070 - ca. 1600 a. C.).

## Narración

### La inundación comienza

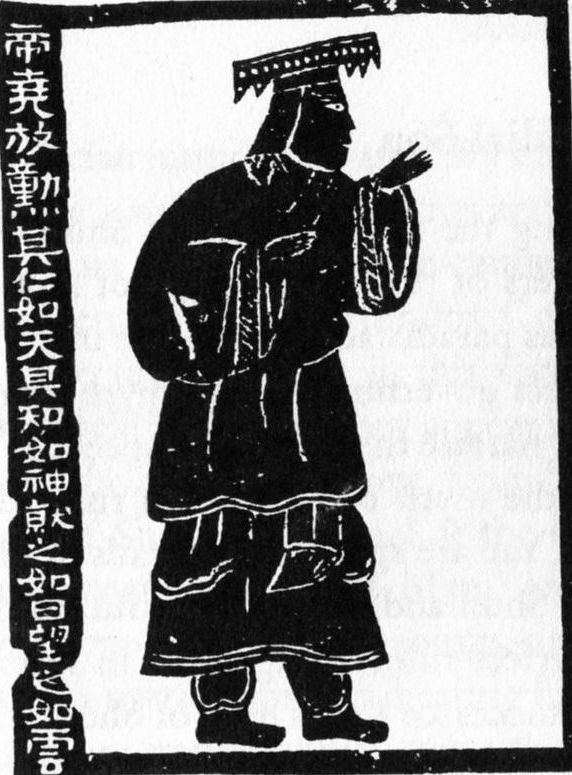
El emperador Yao. La inscripción dice: "«El dios Yao, Fang Xun, fue humano como el cielo mismo, y sabio como un ser divino; estar cerca de ellos era como acercarse al sol, mirarlo era como tener la mirada perdida en los nubes» ".

Fue durante el reinado del emperador Yao cuando comenzó la Gran Inundación, un fenómeno tan vasto que ninguna parte del territorio de Yao quedó indemne, y se inundaron los valles de los dos grandes ríos, el Amarillo y el Yangtsé. La explicación de la naturaleza de la inundación fue descrita en la siguiente cita:

Como el agua hirviendo sin fin, la inundación provoca destrucción.

Abrumadora y sin límites, cubre colinas y montañas.
 
Creciendo y creciendo, amenaza el cielo.
 
Como las personas gimen y sufren!

Según las fuentes históricas y mitológicas, la inundación continuó implacablemente. Yao tratar de encontrar a alguien que pudiera controlar la inundación, y se inclinó por el consejo de su asesor o asesores especiales, las Cuatro Montañas (chino tradicional :四嶽,  chino simplificado :四岳,  pinyin : Sìyuè); quienes después de deliberar, dieron al emperador Yao algún consejo que no recibió especialmente bien.

### Yao nombra Gun
Ante la insistencia de Cuatro Montañas, y después de las dudas iniciales de Yao, finalmente accedió a nombrar Gun como  responsable de controlar la inundación. Gun era príncipe de Chong, y un pariente lejano de Yao por vía de una descendencia común del emperador Amarillo.

### Los esfuerzos de Gun
De acuerdo con la principal tradición mitológica, el plan de control de inundaciones de Gun fue mediante el uso de Xirang, un suelo milagroso con la capacidad de auto expandirse. Gun había decidido robar el Xirang a la Divinidad Suprema, que se enfureció por este episodio. Año tras año, muchas veces, y en grandes extensiones, Gun aplicó el suelo mágico Xirang en un intento de bloquear las aguas de la inundación con presas, diques y terraplenes —que él construyó con los poderes especiales del suelo mágico—. Sin embargo, Gun nunca fue capaz de disminuir los problemas de la gran inundación. Si su fracaso para disminuir la inundación se debió a la ira divina o a problemas de ingeniería sigue siendo un interrogante abierto, aunque Qu Yuan trató de responderlo hace más de dos mil años en sus Preguntas Celestiales.

### Shun al poder

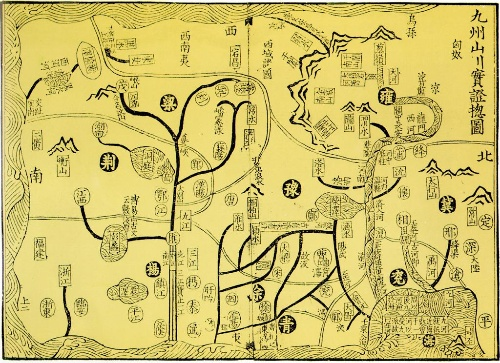
Una ilustración del sistema de zhou, o «islas» —ahora reinterpretado como «provincias»—, un sistema atribuido a Shun, desarrollado como herramienta para permitir la administración política de un territorio con las inundaciones constantes que imposibilitaban las comunicaciones normales, aunque el número y la ubicación de los Zhou han variado con el tiempo.

Incluso después de nueve años de los esfuerzos de Gun, la inundación continuó haciendo estragos, lo que condujo al aumento de todo tipo de trastornos sociales. La administración del imperio era cada vez más difícil; en consecuencia, en este punto, Yao ofreció su renuncia al trono en favor de sus asesores especiales, Cuatro Montañas. Sin embargo, estos no aceptaron, y en su lugar recomendaron a Shun —otro pariente lejano de Yao a través del emperador Amarillo—; pero que se había mantenido a la sombra, a pesar de su linaje real.
Yao procedió a valorar a Shun a través de una serie de pruebas, comenzando por hacer que Shun y sus dos hijas dejaran las montañas donde vivían y bajaran a los llanos, donde Shun tuvo que hacer frente a fuertes vientos, truenos y lluvia. Después de pasar por todas las pruebas de Yao, entre las que destacaba la obligación de casarse y mantener una armonía matrimonial con las dos hijas de Yao, Shun asumió responsabilidades administrativas como coemperador. Entre estas responsabilidades, Shun tuvo que hacer frente a la gran inundación y sus trastornos asociados, especialmente por los efectos del nombramiento de Gun como gestor del problema y que no había sido capaz de corregir la situación, después de nueve años de trabajo. Shun tomó medidas en los siguientes cuatro años para reorganizar el imperio, en busca de una forma de resolver problemas inmediatos y para poner la autoridad imperial en una mejor posición para hacer frente a las inundaciones y sus efectos. Aunque la organización —o reorganización— de Shun para gestionar las tierras inundadas, y convertirlas en zhou o islas —los antepasados políticos del moderno zhou o provincias, ambos de los cuales pueden ser escritos con el mismo carácter, 州 —. Alivió algunas de las dificultades administrativas como trabajar alrededor de varios problemas, el hecho quedó que a pesar de los adicionales cuatro años de esfuerzo, Gun había fallado para conseguir cualquier éxito o solucionar el problema principal de la actual inundación, incluso el agua, continuó aumentando. Gun insistió en mantener el rumbo con los diques, insistiendo, en que a pesar del fracaso abrumador hasta el momento, las personas trabajaban más duro y continuaban construyendo cada vez más y más alto. No únicamente eso, sino que Gun cuestionó la legitimidad de Shun como gobernante debido a su modesto linaje.

### Los actos de Shun

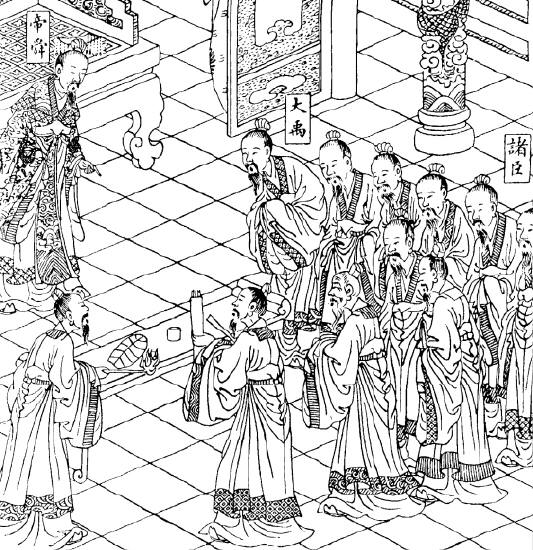
El emperador Shun lleva a término la adivinación en el palacio.

Después de las solemnidades de su ascensión al poder lo primero que hizo el emperador Shun fue reformar el calendario. A continuación, durante el periodo de un mes, convocó una serie de reuniones, ceremonias y entrevistas en la capital imperial con las cuatro montañas y los jefes, señores o príncipes de casas, clanes, familias, tribus, y naciones.
Shun se trasladó al Monte Tai como el comienzo de su viaje de inspección de las zonas afectadas por las inundaciones del reino. En Taishan, se reunió con los jefes de las regiones del este; y, después de unas ciertas ceremonias religiosas, se generalizaron las normas, medidas y los rituales. A continuación, pasó a hacer lo mismo en el sur, el oeste y el norte, reuniéndose en cada región en las montañas sagradas, con los príncipes y líderes de cada lugar, y regulando sus normas, medidas y prácticas. Todos estos actos fueron como preparación para el combate contra la inundación, ya que era un esfuerzo que requería niveles extraordinarios de actividad sincronizada y coordinada sobre un territorio relativamente grande: el tiempo se sincronizaba mediante la reforma del calendario y las medidas de ingeniería fueron posibles gracias a la estandarización de los pesos y medidas.
Hacia final del año, Shun regresó a la sede imperial, y después de una ofrenda de sacrificio de un buey a su templo ancestral, puso en marcha el plan que había desarrollado durante la inspección en su gira de trabajo. Uno de ellos fue dividir el imperio en doce unidades administrativas (Zhou), cada una administrada desde la montaña más alta dentro de esa área. Este fue, sin duda, un recurso útil de cara a las crecientes e impredecibles aguas de la inundación. Otro de los actos de Shun fue la reforma administrativa.

### Desaparición de Gun
Con el fracaso abrumador de Gun para controlar las aguas de la inundación y el hacer cuestión de la legitimidad del gobierno de Shun, se le etiquetó como un intransigente. En consecuencia, como parte de sus reformas administrativas, el emperador Shun desterró a Gun al monte Pluma. Las versiones varían considerablemente sobre los detalles de la desaparición de Gun; pero, en cualquier caso, las fuentes parecen coincidir en que se encontró con el fin de su existencia humana en esta montaña, aunque las fuentes nuevamente varían en cuanto a si este final se realizó con la muerte, mediante la ejecución por Zhu Rong, o por medio de una transformación metamórfica en un oso amarillo, una tortuga de tres de patas, o un dragón amarillo.

### Yu el Grande
Gun tenía un hijo Yu. Varios mitos sugieren que esto sucedió bajo circunstancias que no cumplirían con los criterios normales de hecho histórico. Yu continuaría la lucha por contener las aguas de la inundación.

### Yu el Grande controla la inundación

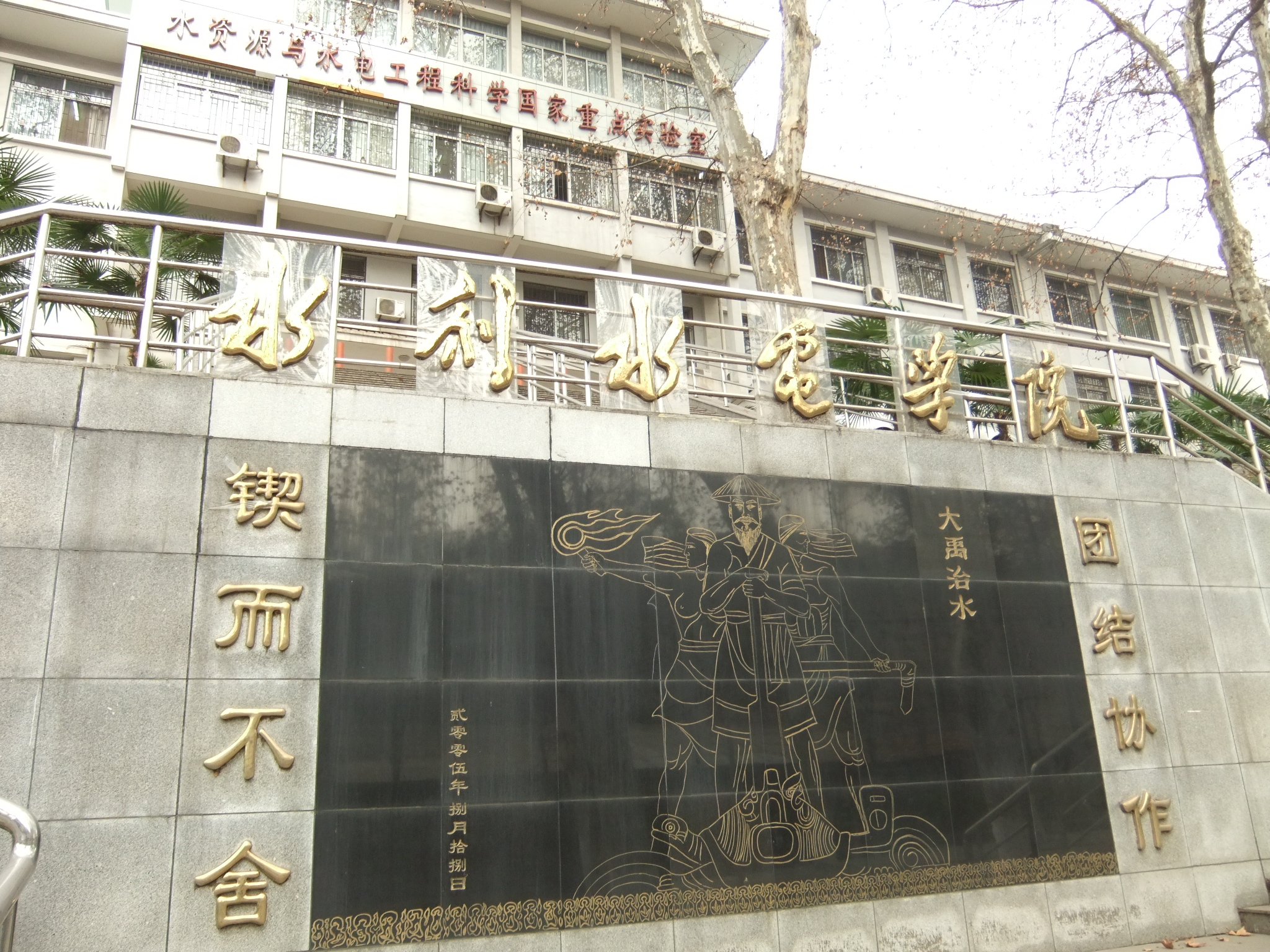
Relieve titulado Gran Yu controla las aguas, en el Laboratorio Nacional de Recursos hídricos, en la Universidad de Wuhan. Obra realizada en 2005.

Yu intentó un enfoque diferente para el proyecto de control de inundaciones. Después de haber conseguido el éxito, Yu ganó un gran renombre en toda la historia de China, en la que la gran Inundación de Gun-Yu se conoce como «Gran Yu controla las aguas» (chino: 大禹 治水 pinyin : Dà Yǔ Zhi shuǐ). El enfoque de Yu parece haber sido más orientado hacia el drenaje y menos hacia la contención por medio de presas y diques. De acuerdo con las versiones más frecuentes de la historia, también fue necesario para él someterse a diversos seres sobrenaturales, así como reclutar la ayuda de otros, por ejemplo, un dragón-canal de excavación y una tortuga gigante de barro para el transporte.

Las aguas que inundan parecían atacar los cielos, y en su tamaño abrazaron las colinas y sobrepasaban los grandes montículos, por lo que la gente estaba desconcertada y confundida. Abrí pasajes de las corrientes a lo largo de las nueve provincias y los conduje a los mares. Profundizé los canales y los conduje a los torrentes. 禹 曰:.. 「洪水滔天, 浩浩 懷 山 襄陵, 下 民 昏 墊 予 乘 四 載, 隨 山 刊 木, 暨 益 奏 庶 鮮食 予 決 九 川, 距 四海, 濬 畎 澮 距 川
Yu el Grande, citado según la tradición, que describe su trabajo con respecto a la inundación: Libro de Documentos, capítulo "Yi and Ji" 益稷

### Ayudantes de Yu
Varios mitos, o versiones de mitos, especifican que Yu recibió ayuda que le hizo obtener el éxito en el control de la gran inundación. Hebo, el dios del río Amarillo se supone quele proporcionó a Yu un mapa del río y su entorno y que le ayudó a hacer sus planes. Por otra parte, se dice que fue la diosa de la tierra Houtu, la que dio a Yu el mapa de río Amarillo.

### Consecuencias
Después de su trabajo en el control de las aguas de la inundación, Yu se convirtió en el único emperador y pasó a fundar la dinastía Xia, cuando su hijo Qǐ le sucedió, se estableció así el comienzo de una tradición de la sucesión dinástica a través de la primogenitura. Sin embargo, antes de ello y después de terminar su trabajo contra la inundación, se dice que Yu reunió todos los héroes / dioses implicados en la lucha contra la inundación en la montaña Guiji, la moderna Zhejiang, en un momento determinado; pero, cuando Fangfeng llegó tarde Yu lo hizo ejecutar -después resultó que Fangfeng se había retrasado porque había estado luchando contra una inundación local, que se encontró en su camino-.

## Adquisición de la civilización agrícola
Además del motivo de controlar las aguas de la inundación otro motivo es particularmente característico del mito de la Inundación de Gun-Yu, la adquisición de la civilización agrícola. En algunas versiones, esto incluye la designación de Ji Qi —más tarde llamado Houji— como ministro de Agricultura. Otras versiones entran en los detalles de cómo un pequeño remanente de personas compuesto por dos o unos pocos individuos consiguió sobrevivir a la inundación y el proceso de repoblación / civilización tras el desastre fue principalmente por las semillas de cereales o del fuego adquirido.

## Historicidad
El relato de la gran inundación de China prehistórica puede proporcionar alguna información sobre el desarrollo social durante esta época. David Hawkes ha comentado sobre la forma en que las diferentes versiones de la historia del Gun-Yu parecen contrastar el relativo éxito o fracaso, o al menos las diferencias, entre Gun, el padre, y su hijo, Yu. Hawkes propone una interpretación simbólica de una transición social. En este caso, Gun representa una sociedad en una etapa tecnológica anterior, que se dedica a la agricultura a pequeña escala, que consiste en elevar las áreas de tierra cultivable suficientemente por encima del nivel de los pantanos existentes entonces en las llanuras de inundación de la cuenca del río Amarillo, incluyendo afluentes: desde esta perspectiva, la «mágica-expansión» de la tierra Xirang puede ser entendida como representación de un tipo de jardín flotante, compuesto de tierra, basura, y materiales similares. Yu y su trabajo en el control de la inundación simboliza un tipo posterior de la sociedad, una que poseía las innovaciones tecnológicas que permitían la transformación de las zonas húmedas en terrenos de cultivo. Hawkes explica las transformaciones milagrosas del paisaje que aparece en las descripciones mitológicas como simbólicamente representativo de un sistema de drenaje con rejilla diseñado para eliminar de forma permanente las zonas del pantano, a favor de los campos de agricultura explotables.
Recientes descubrimientos arqueológicos de la gran inundación, hacen que la evidencia arqueológica de una gran inundación en el río Amarillo haya sido fechado alrededor de 1920 a. C., y se sugiere que ha sido la base para el mito más tarde. Un desprendimiento de tierra colosal creó un dique natural a través del río que fue destruido cerca de un año más tarde. La inundación que es plausible podría haber viajado 2.000 km por el río y la inestabilidad resultante de los lechos de los ríos podría haber durado hasta veinte años. Sobre este tiempo, el neolítico hizo paso a la Edad del Bronce en el valle del río Amarillo. Los autores sugieren que esto coincidió con el inicio de la dinastía Xia, algunos siglos más tarde tradicionalmente se pensaba, que la cultura de Erlitou es una manifestación arqueológica de la dinastía Xia.

## Fecha

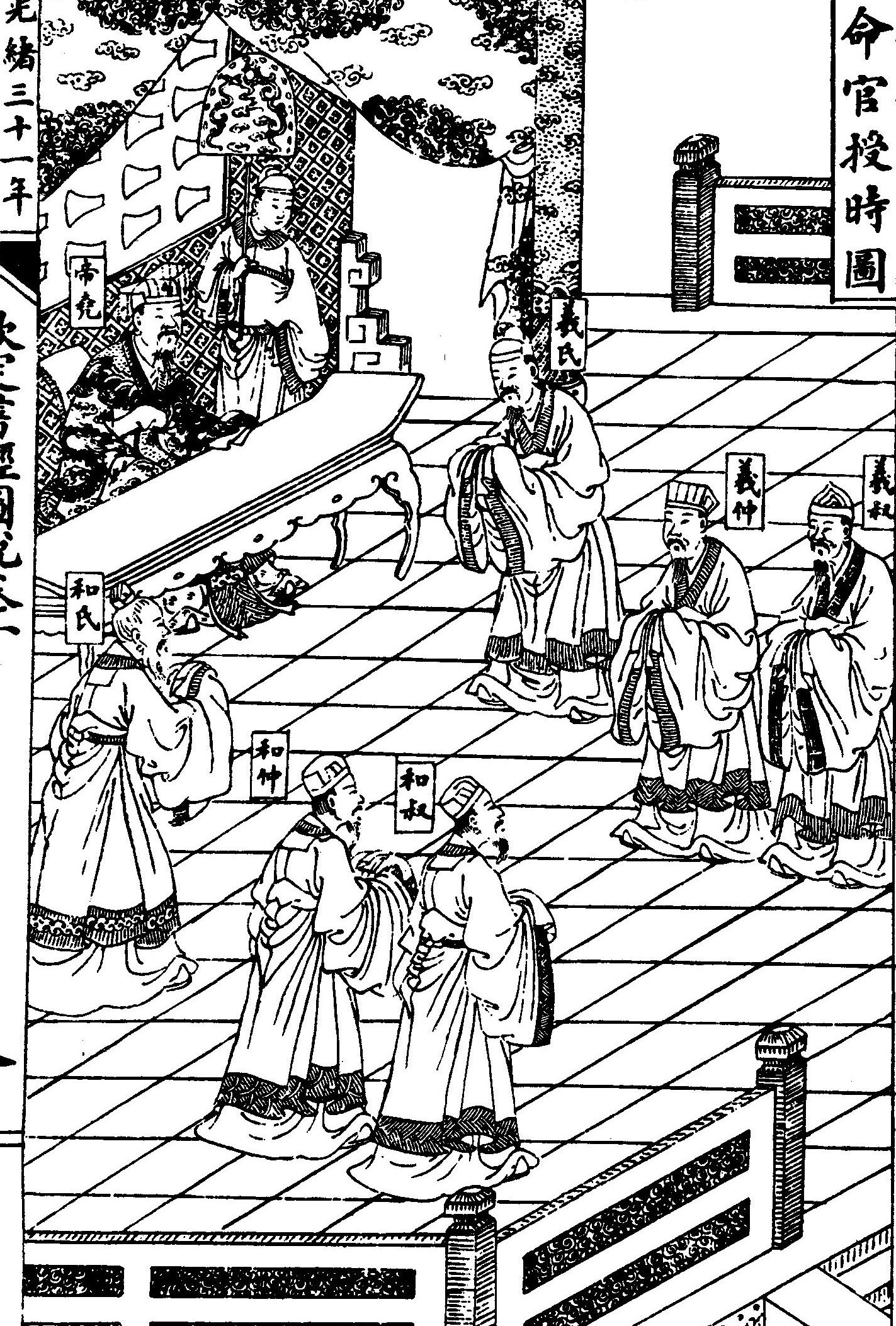
Los hermanos Xihe reciben órdenes del emperador Yao para organizar el calendario.

El historiador KC Wu cree que el "Canon de Yao" «yaodian», en el Libro de la Historia o Shujing tiene un valor histórico,  a pesar de ser uno de los 'nuevos' textos que comprende esta colección de documentos, y que a pesar de la naturaleza problemática de su transmisión textual, que parecen ser reconstruidos y interpolados, en comparación con el "«primer»" o el «viejo» lote, que supuestamente sobrevivió a los incendios de la dinastía Qin, la quema de libros y sepultura de intelectuales, junto con la destrucción por el fuego de la biblioteca imperial Qin en el colapso de su dinastía. Los primeros documentos por lotes presuntamente permanecieron ocultos durante casi un siglo. Wu acepta que el «yaodian» no es una copia directa del original, sin embargo, argumenta que se basa en las mismas fuentes auténticas como los primeros documentos por lotes, puede que incluso sean en cierta medida basados en el original real. Sin embargo, el factor que afirma KC Wu es objetivo, la confirmación extratextual de "Canon de Yao" —y, por extensión, el resto de los segundos documentos por lotes— tiene algo que ver directamente con la datación de la Gran Inundación, específicamente para todo el año 2200 a. C. Esto se confirma en la comparación de los datos astronómicos del texto con el análisis astronómico o astrofísico moderno.
Al principio de su reinado, Yao se supone que había designado cuatro funcionarios ministeriales para hacer las observaciones astronómicas necesarias para un calendario reformado. Cada uno de estos individuos fueron enviados a los límites del territorio real, uno en cada punto cardinal, donde se suponía que observarían unas ciertas estrellas por la noche en cada uno de los solsticios y equinoccios, por lo que los resultados podrían entonces ser comparados, y en consecuencia, el calendario ajustado. KC Wu cita referencias de dos astrónomos modernos que confirman una fecha en la raya de 2200 por el reino de Yao, que está de acuerdo en los resultados tradicionales.